# Cầu Châu Đốc
Cầu Châu Đốc là một cây cầu bắc qua sông Hậu, nối liền thành phố Châu Đốc và thị xã Tân Châu thuộc tỉnh An Giang, Việt Nam. Đây là cây cầu thứ 3 bắc qua sông Hậu, sau 2 cây cầu là cầu Cần Thơ (nối Vĩnh Long-Cần Thơ) và cầu Vàm Cống (nối Đồng Tháp-Cần Thơ).

## Thiết kế
Theo thiết kế, cầu dài 667 m, rộng 14 m với 4 làn xe. Cầu thiết kế kết cấu bê tông cốt thép và bê tông cốt thép dự ứng lực; trong đó, chiều dài cầu chính là 260 m; chiều dài cầu dẫn phía thị xã Tân Châu là 213,55 m và chiều dài cầu dẫn phía thành phố Châu Đốc là 193,45 m.

## Xây dựng
Công trình có tổng mức đầu tư 534 tỷ đồng, thuộc dự án đầu tư xây dựng công trình tuyến đường liên kết vùng (song song Tỉnh lộ 953), được khởi công xây dựng vào ngày 28 tháng 3 năm 2022 và dự kiến hoàn thành sau 33 tháng.

## Khánh thành
Sau gần 21 tháng thi công khẩn trương, chiều ngày 8 tháng 12 năm 2023, Ban Quản lý Dự án công trình Giao thông và Nông nghiệp An Giang (chủ đầu tư dự án) đã làm lễ hợp long cầu Châu Đốc vượt sông Hậu nối thành phố Châu Đốc và thị xã Tân Châu, tỉnh An Giang.
Vào lúc 8 giờ sáng, ngày 23 tháng 4 năm 2024 UBND tỉnh An Giang đã long trọng tổ chức Lễ thông xe cầu Châu Đốc. Đây là cầu bắc qua sông Hậu nối liền từ thị xã Tân Châu đến thành phố Châu Đốc, để An Giang liên kết vùng với tỉnh Kiên Giang và Đồng Tháp. Góp phần thông tuyến Quốc lộ N1 kết nối các tỉnh Tây Nam Bộ: Long An, Đồng Tháp, An Giang, Kiên Giang. Trong đó, gói thầu số 17 - cầu Châu Đốc và đường dẫn vào cầu sau hơn 24 tháng thi công đã hoàn thành, vượt tiến độ kế hoạch đề ra 9 tháng.